# Ueken
Ueken (toponimo tedesco) è un comune svizzero di 895 abitanti del Canton Argovia, nel distretto di Laufenburg.

## Storia
Il comune di Ueken è stato istituito nel 1803 per scorporo da quello di Herznach.

## Monumenti e luoghi d'interesse
- Cappella cattolica di Sant'Antonio Eremita, attestata dal 1751[1].

## Società

### Evoluzione demografica
L'evoluzione demografica è riportata nella seguente tabella:
Abitanti censiti

## Amministrazione
Ogni famiglia originaria del luogo fa parte del cosiddetto comune patriziale e ha la responsabilità della manutenzione di ogni bene ricadente all'interno dei confini del comune.